# Эймбке, Фернандо
Фернандо Хосе Эймбке (исп. Fernando José Eimbcke; род. 1970, Мехико) — мексиканский кинорежиссёр и сценарист.

## Биография
Отец — немец, мать — мексиканка. Закончил Центр кинематографических исследований при Национальном автономном университете Мексики. Снял несколько музыкальных видеоклипов и короткометражных лент. Его полнометражным — и очень успешным — дебютом стал фильм Утиный сезон (2004).

## Творчество
Среди влиявших на него фильмов Эймбке называет работы Ясудзиро Одзу, Джима Джармуша, Фабиана Бьелински, Хуана Пабло Ребельи.

## Избранная фильмография
- 1995: Perdón? (короткометражный, по Раймонду Карверу)
- 1996: No todo es permanente (документальный короткометражный, номинация на премию Ариэль за лучший короткометражный фильм)
- 2004: Утиный сезон/ Temporada de patos (премия Ариэль за режиссуру, за лучший дебют и лучший сценарий; премия ФИПРЕССИ, премия за режиссуру и лучший сценарий КФ в Гвадалахаре, специальная премия жюри на МКФ в Париже, премия за режиссуру МКФ в Фессалониках, Гран-при жюри Американского киноинститута)
- 2005: Perro que ladra  (короткометражный)
- 2008: Озеро Тахо/ Lake Tahoe (номинация на Золотой медведь Берлинского МКФ, премия ФИПРЕССИ и премия Альфреда Бауэра Берлинского МКФ, премия за лучший фильм и лучший сценарий МКФ в Картахене[англ.], премия МКФ Санденс, номинация на премию Гойя)
- 2010: Революция/ Revolución (коллективный проект; две премии Фестиваля латиноамериканского кино в Биаррице)
- 2013: Клуб Сэндвич/ Club Sandwich (Серебряная раковина лучшему режиссёру на Сан-Себастьянском МКФ)